# Кат енд Шут
Кат енд Шут (енгл. Cut and Shoot) град је у америчкој савезној држави Тексас. По попису становништва из 2010. у њему је живело 1.070 становника.

## Демографија
Према попису становништва из 2010. у граду је живело 1.070 становника, што је 88 (7,6%) становника мање него 2000. године.
| Група             | 2000.         | 2010.       |
| Белци             | 1.055 (91,1%) | 873 (81,6%) |
| Афроамериканци    | 6 (0,5%)      | 11 (1,0%)   |
| Азијати           | 1 (0,1%)      | 2 (0,2%)    |
| Хиспаноамериканци | 74 (6,4%)     | 161 (15,0%) |
| Укупно            | 1.158         | 1.070       |